# Documentalista cinematográfico
El documentalista cinematográfico o film researcher, es un profesional que ayuda a la materialización de una película, serie o documental, recopilando información útil para aprovecharla en la realización de la obra cinematográfica. Se encarga de realizar ciertas investigaciones o pesquisas para solventar las dudas y necesidades de sus usuarios, localizar el material audiovisual, textual, sonoro o fotográfico que se necesite e incluso ocuparse de la gestión de derechos audiovisuales y musicales.

## Terminología
Hay cierta problemática con la denominación de esta profesión por el término de documentalista porque usualmente se usa para referirse al director de documentales. Por lo cual, se le denomina documentalista cinematográfico o film researcher al profesional que maneja cualquier tipo de información que puedan precisar los creativos de una película, serie o documental.
También se tiene que diferenciar del documentalista audiovisual porque a pesar de compartir funciones y el mismo proceso de trabajo, este último abarca campos de trabajo más allá de las películas, series y documentales. Este cargo tampoco está totalmente definido ya que también se usa para referirse al documentador que busca material únicamente audiovisual.

## Trabajo
El documentalista cinematográfico tiene una tarea transversal que le lleva a colaborar con numerosos equipos de trabajo que intervienen en la creación de la pieza final. Se incorpora en la preproducción, durante la gestación de la idea y desarrollo del guion. Continúa en la producción para ayudar durante la plasmación física de la idea y finaliza su trabajo en la postproducción, cuando la pieza está pendiente de ser corregida si se ha añadido algún elemento que puede afectar la verosimilitud de la misma. Aunque siempre la decisión final la tomarán los equipos responsables de la obra. Es un creativo más del mundo del cine, que busca y gestiona información para todos los demás equipos.

### Proceso de trabajo
Una vez conocida la idea, el documentador tiene como tarea la elaboración de informes o dosieres sobre temas concretos que son necesarios investigar o analizar en profundidad para poder documentar adecuadamente el proyecto. De esta manera se podrá asesorar al equipo que elabora el guion respondiendo a las necesidades informativas con recursos documentales (icónicos, audiovisuales, sonoros, textuales, etc.) para enriquecer los contenidos de este tipo de proyectos audiovisuales. Luego el guionista y su equipo deciden si ser fieles a la documentación o elegir otra alternativa por temas artísticos o de trama.
El documentalista cinematográfico luego de realizar los informes se encarga de localizar el material. Busca los diferentes documentos para la obra en bancos de archivos, internet, bibliotecas o cualquier recurso que tenga a mano que aporte información fiable.
- Imágenes: Fotografías, material AV, imágenes digitales.
- Textos: Noticias, artículos, leyes, correspondencia, etc.
- Personas: Testigos, expertos.
- Espacios: Localizaciones, espacios significativos, lugares geográficos, etc.
- Sonidos: Música, sonidos, sonidos radiofónicos, conversaciones telefónicas, etc.

Hay archivos con un amplio número de documentos que son utilizados comúnmente por estos profesionales para recopilar información verosímil que pueden   enriquecer la obra en la que se está trabajando, ya sea para vestuario, atrezzo o características de los personajes. Fuentes como:
- Fuentes bibliográficas: Enciclopedias, biografías, almanaques, publicaciones, etc.
- Fuentes personales y orales: Testigos directos, testigos indirectos, testigos presenciales, expertos.
- Fuentes oficiales: Embajadas, ministerios, empresas, etc.
- Fuentes en internet: Archivos en línea, museos en línea, etc.
- Film Commission: organismos vinculados a una localidad (Villa, ciudad, región, país) que intenta promocionar sus paisajes y edificios para atraer rodajes a su localidad.
- Asociaciones y colecciones.
- Archivos, museos y otros centros.

Este tipo de trabajo hace que tenga trato directo con estos archivos y que se encargue de la negociación con los mismos, además, tiene que informar sobre el uso del material que se le proporcionará. 
Tiene que facilitar la circulación de la información a través de informes para los diferentes equipos que vayan a intervenir en la realización de la película, logrando así evitar incongruencias y/o duplicidad de esfuerzos. Se echa mano de las tecnologías para agilizar el acceso de todo el personal al material recopilado. Durante la realización su presencia es vital si es necesario enfocar la información desde una determinada perspectiva o profundizar más en un tema concreto, así que debe aclimatarse a la improvisación del equipo y a los cambios de ideas.
Debe analizar y conservar la información adquirida creando un archivo con fotos, documentos, libros, audio, etc. Registrar todo el material adquirido, si es digital, en discos duros. Toda la información se guarda para un posible uso posterior, el correcto análisis documental de un film convierte éste en una nueva fuente de información. También ha de saber cómo usar el presupuesto en el caso de adquirir documentos que se tengan que pagar. 
El documentalista cinematográfico también se encarga de la gestión de derechos y de presentar al equipo de producción las tarifas del material localizado en caso de que haga falta adquirirlo. Se tiene que tener conocimientos sobre la propiedad intelectual y el derecho audiovisual para gestionar los archivos privados y libres.
En el caso de que se haya utilizado material de archivo se tiene que encargar de aclarar cualquier asunto referente a los derechos para que se proceda a la mezcla final de la obra y su culminación. Este es el trabajo final que sucede en la postproducción de la película, serie o documental.